# آبشار کرسنت
آبشار کرسنت (به انگلیسی: Crescent Falls) آبشاری است که در  آلبرتا، کانادا واقع شده و ارتفاع کلی ریزشگاه آن ۲۷ متر (۸۹ فوت) است.

## نگارخانه

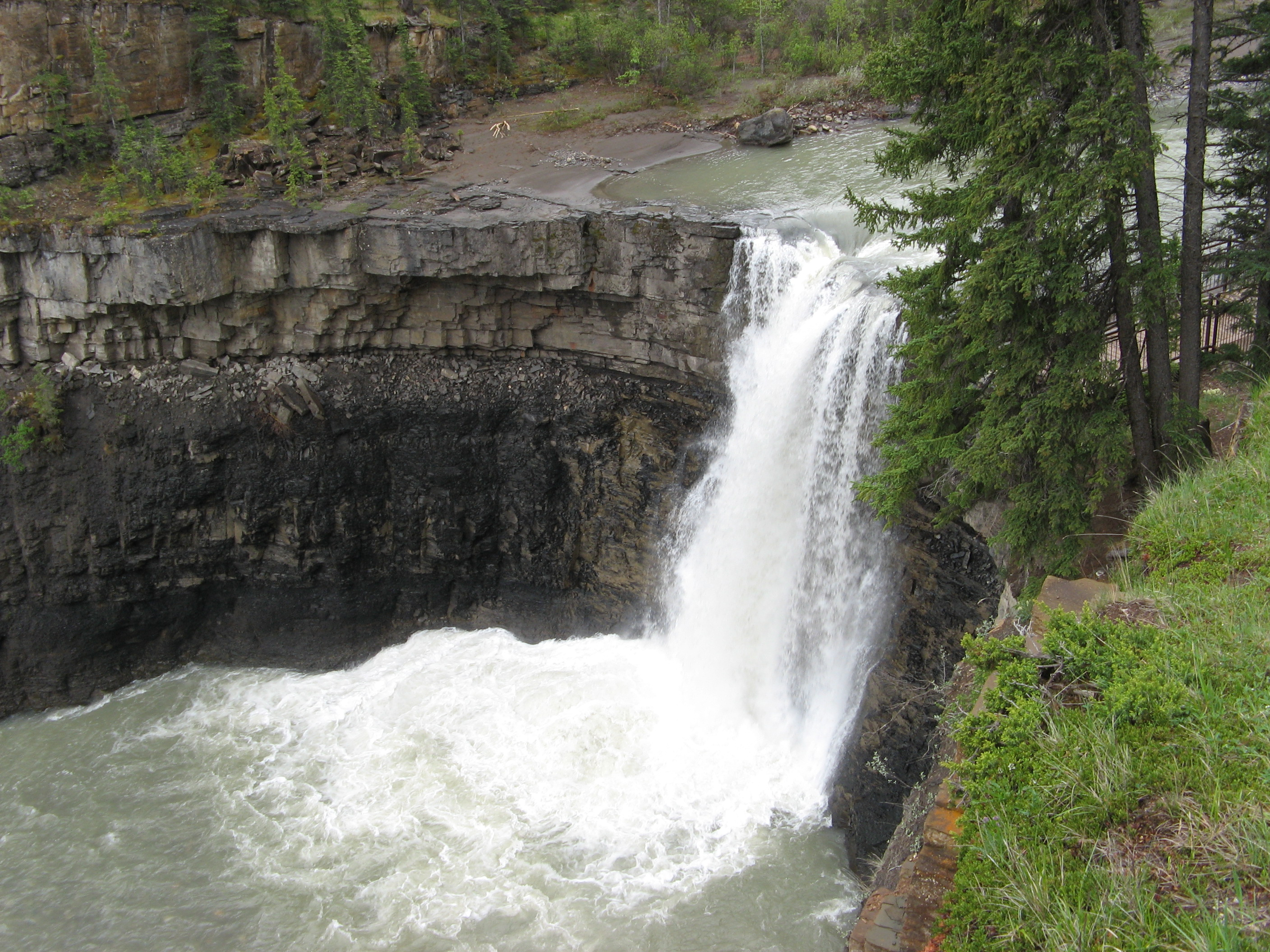